# 国鉄レサ5000形貨車
国鉄レサ5000形貨車（こくてつレサ5000がたかしゃ）は、1968年（昭和43年）に新造された日本国有鉄道（国鉄）の貨車（冷蔵車）である。

## 概要
国鉄の冷蔵車輸送の大半を占めていた鮮魚輸送へトラックの進出が著しくなったことを受けて、西日本方面からの鮮魚輸送の高速化のためにレサ10000系が開発され、1966年から特急鮮魚貨物列車の運行が開始されていた。一方、東京方面へのもう1つの鮮魚輸送の大きな流れとして東北地方からのものがあり、ここに75 km/hの一般貨物列車と100 km/hの特急鮮魚貨物列車の中間の速度帯の85 km/h列車を走らせようという構想が生まれた。これに対応するために開発されたのがレサ5000形である。
日立製作所で28両が製造された。

## 構造
レサ5000形の車体はレサ10000形と全く同一であり、全長13,700 mm、全幅2,777 mm、全高3,657 mm、荷重24 t、断熱材はガラス綿である。車室内を間仕切壁で前後に分けてそれぞれに扉を設け、12 tずつ積載できるようになっているところも同じである。一方、走り装置はレサ10000系が100 km/h走行に対応するために空気ばねを備えたTR203形台車を使用していたのに対し、本形式ではコイルばね台車を使用している。前後に車室を分けたため、一方に最大荷重が掛かりもう一方が空の場合でも走行性能に問題がないように工夫が行われ、85 km/h走行貨車であるホキ2200形に用いられていたコロ軸付きのTR211形を、さらにばね定数を調整しオイルダンパの向きを変えて開発したTR216形を採用した。

## 運用の変遷
レサ10000系と同じく客車と同じような検査・運用体制が組まれ、常備駅は尻内駅（1971年（昭和46年）4月に八戸駅へ改称）で、尻内客貨車区が検修を担当した。
1968年（昭和43年）10月から運転開始された「東鱗1号」で運用が開始された。それまで鮫駅から東京市場駅まで34時間30分掛かり発送から3日目のセリとなっていたのが、「東鱗1号」運転開始により14時間40分に短縮され、2日目のセリに間に合うようになった。当初は鮫、湊（1985年廃止）、釜石、宮古港、気仙沼から別々に発送されていたレサを組成して運転していたが、出荷量の少ない発駅を廃止して最終的に鮫に集約して運転されるようになった。「東鱗1号」は独立列車ではなく、コンテナ列車との併結で運転されていた。また後には車両が不足したためレサ10000形の一部が八戸駅臨時常備の扱いで転属して連結されている。
昭和50年代後半になると、鮮魚輸送列車の落ち込みは一層大きくなり、1984年（昭和59年）2月のダイヤ改正でついに「東鱗1号」は廃止された。同年中にレサ5000形は廃車され形式消滅となっている。